# Ratusz w Montrealu

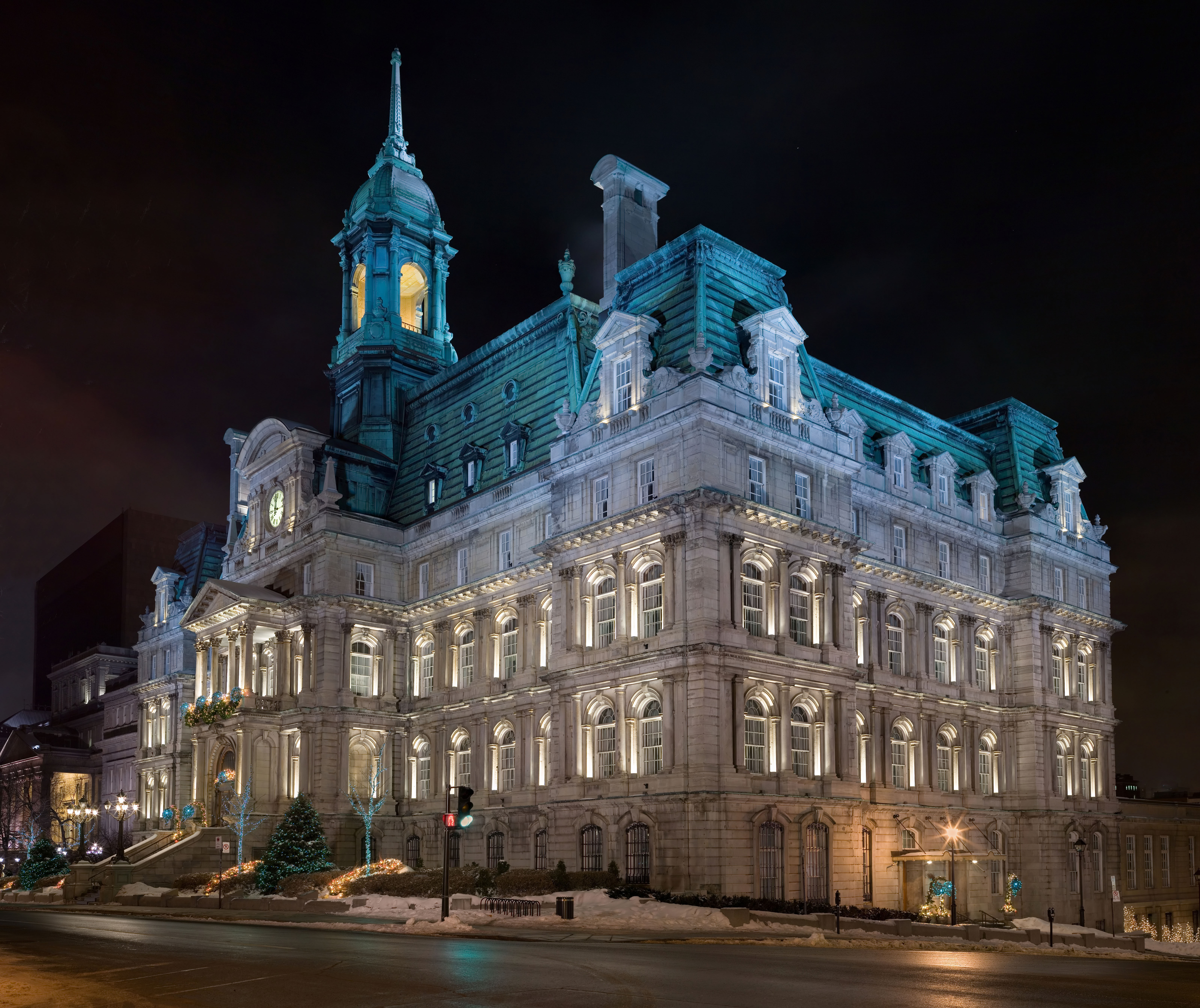
Ratusz w nocnej iluminacji

Ratusz w Montrealu (fr. hôtel de ville de Montréal) – ratusz w Montrealu, w dzielnicy Ville-Marie, na terenie Starego Miasta (Vieux Montréal) przy 275 rue Notre-Dame Est. Zbudowany w latach 1872–1878 i przebudowany w latach 1923–1926 po pożarze w 1922. Był pierwszym ratuszem Kanady zbudowanym wyłącznie dla potrzeb administracji miejskiej. 23 listopada 1984 został wpisany na listę National Historic Sites of Canada/Lieux historiques nationaux du Canada jako narodowy pomnik historyczny (National Historic Site of Canada).

## Historia

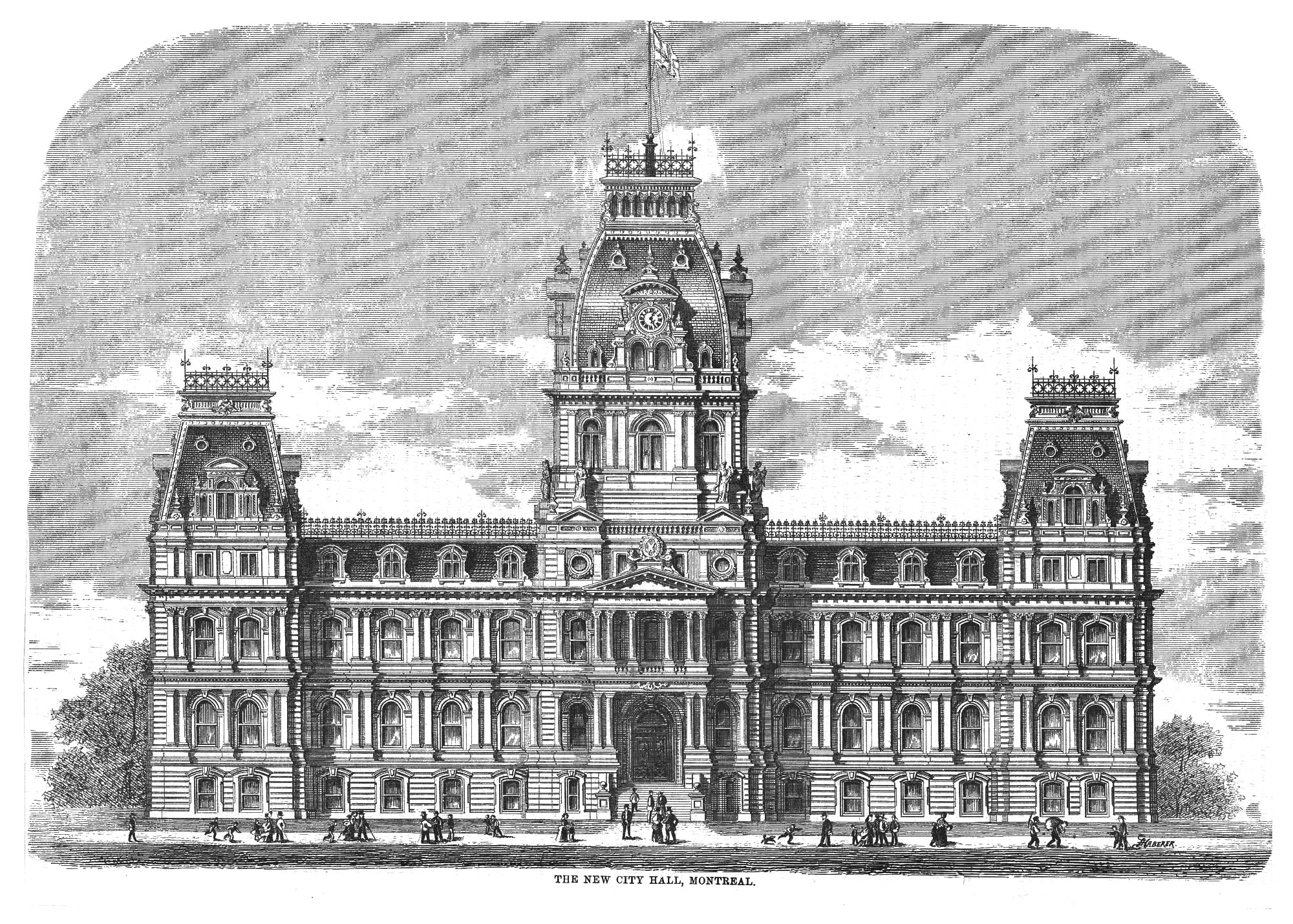
Ratusz w XIX w.

Decyzję o budowie ratusza podjęła w 1869 Rada Miasta Montreal. Wykopy pod budynek rozpoczęły się w 1872 w miejscu zaprojektowanych kilka dekad wcześniej ogrodów przy rezydencjach gubernatorów Dolnej Kanady. Budowa samego budynku rozpoczęła się w 1874 według projektu architektów Alexandra Cowpera Hutchisona i Henri-Maurice’a Perraulta. Otwarcie budynku miało miejsce 11 marca 1878. Stał się on wówczas stałą siedzibą Rady Miasta, zajmującej od roku 1852 pomieszczenia w hali targowej Bonsecours.

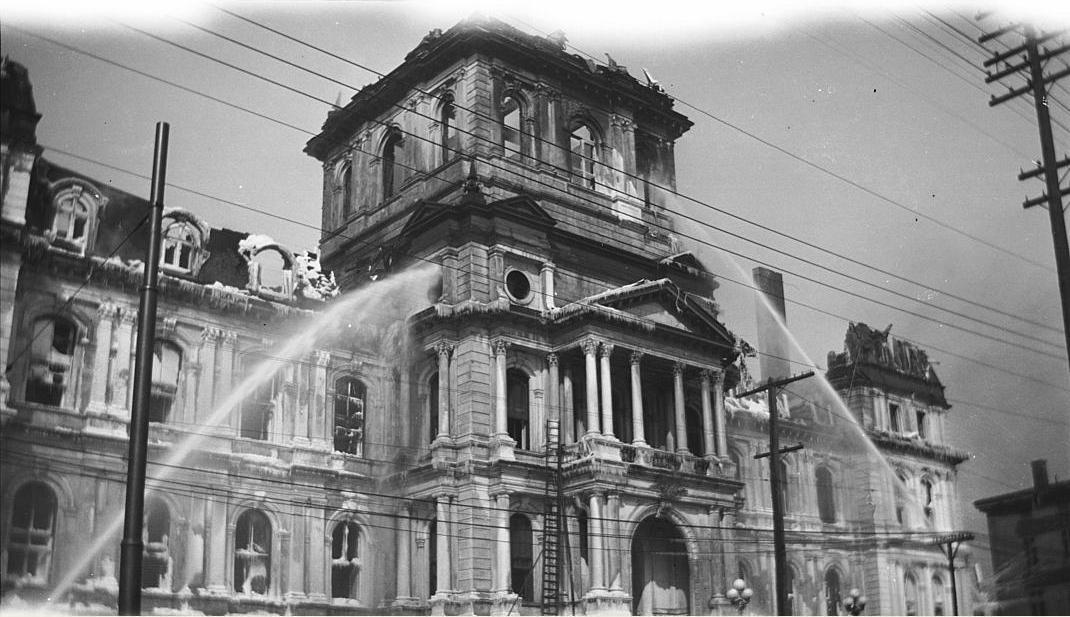
Pożar ratusza 3 marca 1922

W nocy z 3 na 4 marca 1922 budynek spłonął w wyniku pożaru. Zachowały się jedynie jego mury zewnętrzne. Miasto postanowiło odbudować ratusz. Jako wzór architektoniczny przyjęto ratusz w Tours. Zbudowano dodatkowe piętro, na nowo ukształtowano dachy. Projekt wykonali architekci miejscy Louis Parant i L.J.D. Lafrenière, a prace nadzorował architektoniczny komitet doradczy pod kierunkiem Jean-Omera Marchanda. Ten ostatni zaproponował zbudowanie na szczycie centralnego pawilonu smukłej sygnaturki. Zrekonstruowany budynek oddano do użytku 15 lutego 1926. W latach 1932–1934 budynek został przedłużony w kierunku Champ de Mars. Projekt rozbudowy wykonał architekt Siméon Brais.
24 lipca 1967 prezydent Francji Charles de Gaulle wypowiedział z balkonu ratusza słynne zdanie: „Vive le Québec libre” (pol. „Niech żyje wolny Quebec”), które wywołało wiele kontrowersji.
W 1990 i 1992 budynek ratusza poddano restauracji. W 2000 zainstalowano system oświetlenia architektonicznego Starego Miasta, w tym i ratusza. W latach 2008–2010 poddano renowacji dachy i elementy dekoracyjne budynku.

## Architektura
Ratusz montrealski znajduje się na obszarze tradycyjnie przeznaczonym dla potrzeb administracji publicznej. Zajmuje dużą działkę między Notre Dame (fasada główna) a Champ-de-Mars (fasada tylna), place Vauquelin i rue Gosford (fasady boczne). Zbudowany został z szarego wapienia. Składa się z piwnicy, parteru i trzech pięter, zwieńczony jest wysokimi dachami z sygnaturką pośrodku. Duża skala budynku i wybór stylu architektonicznego panującego w okresie II Cesarstwa Francuskiego miały na celu zaakcentowanie znaczenia handlu w Ameryce Północnej i roli lokalnego rzemiosła, a zarazem uczczenie francuskiego dziedzictwa kulturowego. Ratusz montrealski był pierwszym w Kanadzie budynkiem zbudowanym w stylu II Cesarstwa i pozostaje jednym z jego najświetniejszych przykładów.
Budynek ratusza od strony głównej fasady to symetryczne, pięcioczęściowe założenie z wysuniętym korpusem centralnym, flankowanym pawilonami narożnymi. Podziały pionowe zrównoważone zostały podziałami poziomymi w postaci różnie ukształtowanych pięter budynku. Dopełnieniem całości monumentalnego założenia są kominy i sygnaturka na dachu. Kompozycja i elementy architektoniczne (jak mansardowy dach) zostały zaczerpnięte z tradycji architektury klasycyzującej, zwłaszcza z francuskiej tradycji akademickiej. Powszechne zastosowanie kolumn i pilastrów w dwóch piętrach głównych stanowi z kolei echo renesansu weneckiego.
Budynek cechuje bogactwo detalu architektonicznego, zarówno na zewnątrz, jak i wewnątrz. Do dekoracji sali głównej ratusza użyto zielonego marmuru włoskiego, lampy wykonano w stylu francuskiego art déco. Wyposażenia dopełniają świeczniki z brązu i szkła, ręcznie rzeźbiony strop oraz pięć witrażowych okien symbolizujących religię, port, przemysł i handel, finanse oraz transport. Eleganckim detalem architektonicznym (dekoracyjne stropy, drewniane panele, witrażowe okna) odznaczają się również pokoje radnych.